# Elisa Uga
Elisa Uga, född den 27 februari 1968 i Vercelli, Italien, är en italiensk fäktare som tog OS-silver i damernas lagtävling i värja i samband med de olympiska fäktningstävlingarna 1996 i Atlanta.